# Modelo de juguete
En física, un modelo de juguete es un conjunto simplificado de objetos y las ecuaciones que los relacionan para que, sin embargo, puedan ser utilizados para entender un mecanismo que también es útil en la teoría completa, no simplificada.
- En modelos matemáticos de "juguete", esto es hecho generalmente al reducir el número de dimensiones o reducir el número de campos y variables o restringiéndolas a una particular forma simétrica.
- En descripciones físicas de "juguete", es a menudo utilizado un ejemplo cotidiano de un mecanismo análogo para ilustrar un efecto y hacer el fenómeno más fácil de visualizar.

Algunos ejemplos de "modelos de juguete" en la física pueden ser: el modelo de ising como un modelo de juguete para el ferromagnetismo, o, más generalmente, como uno de los ejemplos más simples de los modelos reticulares; la mecánica orbital descrita asumiendo que la tierra es atraída al sol por una gran banda elástica; la radiación de Hawking alrededor de un agujero negro es descrita como la radiación convencional de una membrana ficticia en radio r=2M (el paradigma de membrana del agujero negro); el arrastre de marco alrededor de una estrella giratoria, considerado como el efecto del espacio considerándolo como un fluido "arrastrable" convencional.
La frase "modelo de tinker-toy" es a veces también usada en este contexto, y se refiere al juguete de construcción especial para niños que permite a los objetos ser construidos con facilidad pero algo poco realista.